# 輔導長高利貸案
輔導長高利貸案，中華民國國防部檢討報告中稱「政戰軍官投資地下錢莊案」，係專指於2008年間中華民國國軍在臺灣發生的違紀刑案，屬於國軍重大違紀案件之一。由於本案涉案者均為國軍軍官，涉案人數多達28人，其中更有十餘人同為政戰軍官，當時經媒體披露後引起社會一陣譁然。
於本案之前，臺灣檢警已經破獲了多起國軍軍官涉嫌勾結黑社會份子在軍中違法案件，如王彥文地下錢莊集團(2007年)、政戰學院少校教官陳中昱等犯罪集團(2006年)、郭永明集團暴力討債案(2005年)、張守中少校軍中開設地下錢莊案(2005年)等。但上列各項案件，多以單一部隊或單位為主；而本案涉案者遍及陸海空三軍之基層單位輔導長，因而使監察院提案糾正國防部。

## 背景
臺中市政府警察局刑事警察大隊接獲一名邱姓退伍軍官檢舉，因借貸新臺幣一百萬元合併重利還不出，被逼提早退伍，後以退伍金還債仍無法清償後四處躲債。故警方得知有現役軍人涉及暴力討債，因此由國防部中部地方軍事法院檢察署與台中地檢署共同偵辦，使此案曝光。

## 經過
時任陸軍裝甲第五八四旅戰三營戰三連中尉輔導長陳奕亨，早在投身軍旅前，從事精油直銷時，便已認識主嫌王銜萱；後於2004年起，前後邀集約三十名友人投資新台幣共1,900萬元於王參與之房地產。2006年起，王開始經營地下錢莊，陳得知利潤頗高，再邀集政戰學長學弟投資地下錢莊。其中房地產部分，以2%-4%月息獲利；而地下錢莊部分，以借新臺幣三萬元十天利息新臺幣9千元，月息近百分之百，累計涉案之軍士官投資金額達新臺幣2,500萬元。
2006年時，國防部已得知柯宏森涉及藉擔任輔導長職務之便，可掌握單位士官兵個人資料，誘逼同單位弟兄借貸重利，但國防部僅以記申誡處分了事，其餘相關人等繼續留任；陳奕亨等人得知消息後，改以誘使欠款者至其投資之房地產公司申辦房貸，或轉介汽車融資等。
2008年6月，國防部在台中地檢署將案情告知後，由政戰系統之軍事安全總隊進行內部調查，已查知至少有十餘名政戰軍官涉案，但並未告知台中地檢署，且相關人等繼續留用；9月19日，在新聞媒體披露國防部早知此十餘人涉嫌對弟兄放高利貸卻未撤職後，國防部長陳肇敏因此事於立法院向國人道歉。
2008年10月1日，國防部核予陳奕亨記大過兩次撤職；柯宏森、劉仲怡、林良錡各大過兩次，11月1日汰除；葉昱呈、林建佑各大過乙次等處分，年度考績丙等，列入年度不適服現役考核評鑑，均無再犯疑慮；另檢討各單位幹部19員考管不實責任，分予申誡乙次至記過兩次等處分。

## 涉案的政戰軍官[4]
| 年班別           | 姓名與當時職稱                                   |
| ---------------- | ------------------------------------------------ |
| 政戰學院正93年班 | 陳奕亨(陸軍6軍團中尉輔導長)                      |
| 政戰學院正93年班 | 林建佑(陸軍航特部中尉輔導長)                     |
| 政戰學院正93年班 | 楊志祥(聯勤儲備中心上尉輔導長)                   |
| 政戰學院正94年班 | 曾慶軒(海軍陸戰隊中尉輔導長)                     |
| 政戰學院正94年班 | 游政權(空軍松指部中尉輔導長)                     |
| 政戰學院正95年班 | 柯宏森(陸軍10軍團砲兵58指揮部中尉政戰官)         |
| 政戰學院正95年班 | 劉仲怡(陸軍10軍團機步200旅中尉輔導長)            |
| 政戰學院正95年班 | 林良錡(陸軍花防部中尉區隊長)                     |
| 政戰學院正95年班 | 葉昱呈(陸軍10軍團五二工兵群工一營三連中尉輔導長) |
| 政戰學院正95年班 | 簡宇毫(憲兵204指揮部中尉輔導長)                  |
| 政戰學院正95年班 | 林宏彥(空軍427聯隊中尉政戰官)                    |
| 政戰學院正95年班 | 王欽能(陸軍航特部中尉輔導長)                     |
| 政戰學院正95年班 | 陳伯壽(海軍陸戰隊中尉輔導長)                     |
| 政戰學院正95年班 | 林柏忠(陸軍6軍團中尉輔導長)                      |

## 非國軍單位
- 李秉彥：(海巡署北區第23大隊中尉心理輔導官)[6]

## 外部連結
- 軍中暴力討債／主嫌郭永明等23人收押
- 臺軍爆醜聞 4軍官向士兵放高利貸被送法辦-新華網
- 輔導長竟開錢莊 國防部長道歉　鎖定同袍 還不出錢黑道恐嚇 （页面存档备份，存于）2008-09-19，臺視新聞，國家圖書館數位影音服務系統(新聞影片)